# Superfast 8
Pour plus de détails, voir Fiche technique et Distribution.
Superfast 8 (également connu sous le nom de Superfast ou encore Superfurious ou surnommé par les fans Furious Movie) est un film de comédie d'action américaine sortie en 2015 écrit et réalisé par Jason Friedberg et Aaron Seltzer,. Il est une parodie de la saga Fast and Furious. Il est sorti en salles et en VàD le 3 avril 2015, pour coïncider avec la sortie de Fast and Furious 7.
Le film suit l'agent de police d'infiltration Lucas White, qui entre dans le monde des courses de rue clandestines, pour rejoindre un groupe de coureurs de rue menés par Vin Serento, afin de se rapprocher d'un réseau de la criminalité, dirigé par le roi Juan Carlos de la Sol de Los Angeles.

## Synopsis
Lucas White, un policier infiltré, entre dans le monde des courses de rue clandestines pour rejoindre un gang de coureurs de rue dirigé par Vin Serento afin de se rapprocher d'un réseau criminel dirigé par le baron de Los Angeles Juan Carlos de la Sol. Le lendemain matin de sa défaite lors d'une course de rue, Lucas se rend au garage de Vin avec une Smart Fortwo accidentée et décroche un emploi de mécanicien, malgré les objections de Curtis, l'ami de Vin. Il développe également une relation avec Jordana, la sœur de Vin.
Le lendemain, Lucas et Vin se rendent dans une zone isolée, où ils remportent une audition de danse pour de la Sol. Le duo conduit la supercar de de la Sol jusqu'à un entrepôt pour rencontrer un gang et l'échanger contre une mallette pleine d'argent, mais découvre une bombe à l'intérieur. Ils jouent au ballon avec le gang jusqu'à ce que la bombe explose au visage de Vin avant qu'une fusillade ne s'ensuive. Vin poursuit le chef du gang tandis que Lucas abat accidentellement le détective Hanover, son supérieur et le seul à connaître son identité de policier infiltré. Après que le duo se soit enfui de la scène, le détective Rock Johnson et l'officier Julie Canaro arrivent pour enquêter sur la fusillade. Pendant ce temps, de la Sol ordonne une tuerie contre Vin après la trahison. De retour au garage Serento, Vin et le gang découvrent une liste des activités illégales de de la Sol grâce à un ordinateur dans la supercar, auquel ils s'apprêtent à voler la cachette secrète de de la Sol, d'une valeur de 100 millions de dollars. Pour ce braquage, Vin fait appel aux services du rappeur Cameo, du mec asiatique cool et du mannequin devenu actrice. Au même moment, Jordana révèle à Lucas qu'elle est enceinte de leur enfant. Plus tard, le gang commence son braquage, mais se retrouve dans la mauvaise rue et agresse par erreur un pasteur et une religieuse qui livrent de l'argent pour la soirée de bingo. Ils se regroupent et en déduisent que la cachette secrète se trouve dans un restaurant Big Ass Taco appartenant à De la Sol. Ils élaborent un plan pour pénétrer dans le coffre-fort, voler l'argent et fuir vers un pays sans extradition sans faire de victimes, à l'exception de Curtis. Le lendemain matin, Johnson et son équipe font une descente dans le garage ; l'installation est vide, mais Canaro découvre les plans du gang, qui sont largement ignorés par Johnson.
Au Big Ass Taco, le gang réalise qu'ils ont été trahis par Curtis et se lance dans une fusillade avec les voyous de De la Sol. À la dernière minute, Curtis est abattu par l'homme de main de De la Sol, Cesar, alors qu'il protège Vin. À l'aide de la Smart restaurée et de la Toyota Corolla de Lucas , Vin et Lucas remorquent tout le restaurant. De la Sol et Cesar les poursuivent avec Johnson et son équipe à leurs trousses. La petite amie lesbienne de Vin, Michelle, se livre à Canaro pour aider le gang à s'enfuir. Pendant ce temps, De la Sol expulse Cesar de son SUV après une dispute à propos de la climatisation. Johnson tue Cesar dans une fusillade et arrête De la Sol, mais le chef de gang s'enfuit après avoir soudoyé le détective avec un kit d'amélioration masculine. En entendant une explosion, Johnson se dirige vers le restaurant abandonné et poursuit le gang. Il attrape Jordana et révèle à elle et à Vin que Lucas est un policier infiltré. Lucas, au lieu de cela, menotte Johnson au spoiler de la Scion tC de Jordana et s'éloigne avec Vin et Jordana pendant que Johnson lutte pour attraper sa bouteille d' huile pour bébé sur le sol. Avec l'argent rangé dans les coffres, Lucas et Vin acceptent une course de plus, avec le bébé à naître de Jordana en jeu. Cependant, de la Sol arrive, exigeant le retour de son argent, mais est renversé par une voiture de police conduite par Michelle et Canaro (qui ont commencé une relation). Lucas, Vin et Jordana s'enfuient alors, avec Vin se disputant avec son appareil GPS après qu'il l'a dirigé vers un magasin de perruques.

## Fiche technique
- Titre original : Superfast !
- Titre français : Superfast 8
- Titre québécois :
- Réalisation : Jason Friedberg et Aaron Seltzer
- Scénario : Jason Friedberg et Aaron Seltzer
- Production : Jason Friedberg Aaron Seltzer et Peter Safran
- Musique : Tim Wynn
- Photographie :
- Montage :
- Décors :
- Costumes :
- Pays d'origine : États-Unis
- Format : couleurs - 1,85:1 - DTS / Dolby Digital - 35 mm
- Genre : parodie
- Durée : 99 minutes
- Dates de sortie : 3 avril 2015 (États-Unis)
- Budget de production (Estimation) : 20 millions de dollars[5]
- Nombre d'entrées en France :
- Recettes aux États-Unis : 2 100 000 $
- Recettes mondiales :

## Distribution
- Alex Ashbaugh (VF : Jérôme Pauwels) : Lucas White
- Dale Pavinski (VF : Jérémie Covillault) : Vin Serento
- Omar Chaparro (VF : Boris Rehlinger) : Juan Carlos de la Sol
- Lili Mirojnick (VF : Diane Dassigny) : Jordana Serento
- Andrea Navedo (VF : Armelle Gallaud) : Michelle Toritz
- Daniel Booko (VF : Valenti Merlet) : Curtis
- Joseph Julian Soria (VF : Emmanuel Garijo) : Cesar Veracruz
- Dio Johnson (VF : Daniel Lobé) : Sergent Johnson
- Shantel Wislawski (VF : Barbara Beretta) : Agent Julie Canaro

## Production
Le tournage du film a débuté en octobre 2013.

## Box office
Le film récolte un peu plus de 2 millions de dollars aux États-Unis, pour un budget de 20 millions.

## Autour du film
- Il est une parodie de la saga Fast and Furious[3].

## Sortie vidéo
Il est sorti en salles et en VàD le 3 avril 2015, pour coïncider avec la sortie de Fast and Furious 7. En France, le film est distribué par TF1 Vidéo sous le titre Superfast 8.